# Schlichtungsbehörde
Die Schlichtungsbehörde, italienisch autorità di conciliazione, französisch autorité de conciliation, rätoromanisch autoritad da mediaziun, ist nach dem Zivilprozessrecht der Schweiz eine Behörde zur Streitbeilegung im Wege der Schlichtung (Art. 197 ff. ZPO).
Zu unterscheiden sind die allgemeinen Schlichtungsbehörden und die paritätischen Schlichtungsbehörden in Miet- und Pachtsachen sowie Streitigkeiten nach dem Gleichstellungsgesetz. Ausnahmen vom grundsätzlich obligatorischen Schlichtungsverfahren finden sich in Art. 198 und Art. 199 ZPO.
Im schweizerischen Strafprozess gegen Erwachsene ist kein Schlichtungsverfahren vorgesehen, im Jugendstrafprozess aber die Mediation durch eine geeignete Organisation oder Person (Art. 17 JStPO; vgl. Täter-Opfer-Ausgleich).
Zum deutschen Recht siehe Gütestelle und Gemeindliches Schiedswesen.

## Schlichtungsverfahren
Die Schlichtungsbehörde versucht in formloser Verhandlung, die Parteien zu versöhnen. Durch das Schlichtungsgesuch wird die Verjährung unterbrochen (Art. 135 OR). Kommt es zu einer Einigung, so nimmt die Schlichtungsbehörde einen Vergleich, eine Klageanerkennung oder einen vorbehaltlosen Klagerückzug zu Protokoll. Kommt es zu keiner Einigung, so hält die Schlichtungsbehörde dies im Protokoll fest und erteilt die Klagebewilligung. In bestimmten Angelegenheiten wie vermögensrechtlichen Streitigkeiten bis zu einem Streitwert von 5000 Franken kann die Schlichtungsbehörde den Parteien einen Urteilsvorschlag unterbreiten. In vermögensrechtliche Streitigkeiten bis zu einem Streitwert von 2000 Franken kann die Schlichtungsbehörde auch direkt entscheiden.

## Allgemeine Schlichtungsbehörden in den Kantonen
Die Organisation der Schlichtungsbehörden (wie der Gerichte) ist gemäss Art. 3 der Zivilprozessordnung Sache der Kantone.
| Kanton | Schlichtungsbehörde                                                                  | Rechtsquellen                            |
| ------ | ------------------------------------------------------------------------------------ | ---------------------------------------- |
| AG     | Friedensrichter (ca. 60 in 17 Kreisen)                                               | GOG (SAR 155.200), Regl. (SAR 155.612)   |
| AR     | Vermittlerämter (3 auf Vermittleramtskreisebene)                                     | JG (bGS 145.31)                          |
| AI     | Vermittler (6 auf Bezirksebene)                                                      | GOG (GS 173.000), EG ZPO (GS 270.000)    |
| BL     | Friedensrichter (30 in 15 Friedensrichterkreisen)                                    | GOG (SGS 170), EG ZPO (SGS 221)          |
| BS     | gerichtsinterne Schlichtung                                                          | GOG (SG 154.100)                         |
| BE     | Regionale Schlichtungsbehörden (4 auf Gerichtsregionsebene)                          | GSOG (BSG 161.1), EG ZSJ (BSG 271.1)     |
| FR     | gerichtsinterne Schlichtung                                                          | JG (SGF 130.1)                           |
| GE     | gerichtsinterne Schlichtung                                                          | LOJ (RS E 2 05)                          |
| GL     | Kantonale Schlichtungsbehörde (mit 10 Mitgliedern)                                   | GOG (GS III A/2)                         |
| GR     | Vermittlerämter (11 auf Regionsebene)                                                | GOG (BR 173.000), EGzZPO (BR 320.100)    |
| JU     | gerichtsinterne Schlichtung                                                          | LOJ (RSJU 181.1), LiCPC (RSJU 271.1)     |
| LU     | Friedensrichter (4 auf Gerichtsbezirksebene)                                         | JusG (SRL 260)                           |
| NE     | gerichtsinterne Schlichtung                                                          | OJN (RSN 161.1)                          |
| NW     | Schlichtungsbehörde                                                                  | GerG (NG 261.1)                          |
| OW     | Schlichtungsbehörde                                                                  | GOG (GDB 134.1)                          |
| SH     | Friedensrichteramt (mit drei bis vier Friedensrichtern)                              | JG (SHR 173.200)                         |
| SZ     | Vermittlerämter (30 auf Gemeindeebene)                                               | JG (SRSZ 231.110)                        |
| SO     | teils Friedensrichter (ca. 100 auf Gemeindeebene), teils gerichtsinterne Schlichtung | GO (BGS 125.12)                          |
| SG     | Vermittlungsämter (12 in 7 Gerichtskreisen)                                          | GerG (sGS 941.1), SchlBehV (sGS 941.112) |
| TI     | teils Friedensrichter (38 auf Kreisebene), teils gerichtsinterne Schlichtung         | LOG (RL 177.100), LACPC (RL 270.100)     |
| TG     | Friedensrichter (5 auf Bezirksebene)                                                 | ZSRG (RB 271.1)                          |
| UR     | Schlichtungsbehörde                                                                  | GOG (RB 2.3221)                          |
| VD     | gerichtsinterne Schlichtung                                                          | LOJV (RSV 173.01), CDPJ (RSV 211.02)     |
| VS     | Gemeinderichter (126 auf Gemeindeebene)                                              | RPflG (SGS 173.1), EGZPO (SGS 270.1)     |
| ZG     | Friedensrichterämter (11 auf Gemeindeebene)                                          | GOG (BGS 161.1)                          |
| ZH     | Friedensrichterämter (ca. 167 auf Gemeindeebene)                                     | GOG (LS 211.1)                           |

Bei den Friedensrichtern handelt es sich in der Deutschschweiz häufig um Personen, die ihr Amt im Nebenamt ausüben. Die Friedensrichter in der Romandie agieren hingegen auch als reguläre Richter, in Erbschaftsangelegenheiten und in der Kindes- und Erwachsenenschutzbehörde.

## Geschichte
Während der Helvetik wird von französischer Seite in der Schweiz das Amt des Friedensrichters eingeführt. In der Mediation hielt sich das Amt nur in den neuen Kantonen Aargau, Thurgau, St. Gallen, Tessin und Waadt, doch folgten schon 1803 Zürich, Freiburg und Solothurn mit der schnellen Wiedereinführung. Die neue Zivilprozessordnung führte 2011 die Schlichtungsbehörde schweizweit ein; deren Organisation ist Sache der Kantone.